# Derek Harrison
Derek John Harrison (Birmingham, 5 de março de 1944) é um ex-ciclista britânico. Representou o Reino Unido em dois eventos nos Jogos Olímpicos de 1964, em Tóquio.